# اوریل دا کاستا

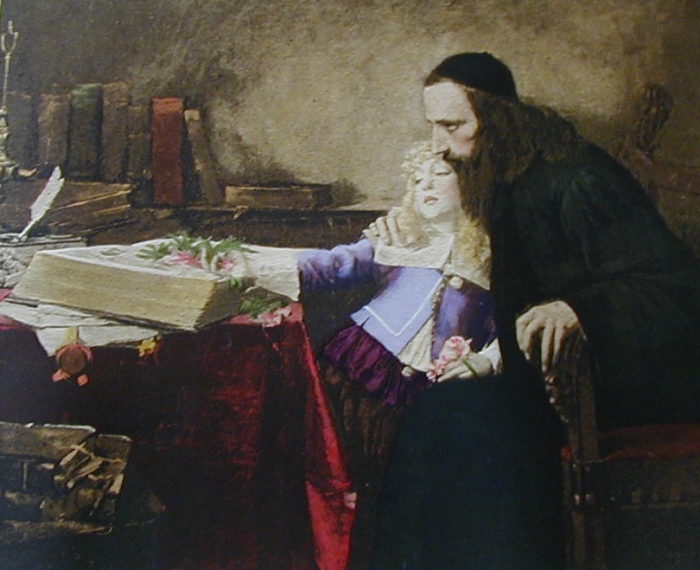
اوریل دا کاستا و باروخ اسپینوزا

اوریل دا کاستا (انگلیسی: Uriel da Costa) یا آوریل آکوستا یک فیلسوف پرتغالی بود.

## زندگینامه
او در پورتو پرتغال با نام گابریل دا کاستا به دنیا آمد. والدین او نوکیشان مسیحی بودند که از یهودیت به مسیحیت گرویده بودند. پدر او یک تاجر بین‌المللی و مأمور مالیات بود.
کاستا شروع به مطالعه کتاب مقدس کرد. او که آگاه بود خانواده اش یهودی بودند حتی در فکر بازگشت به یهودیت بود. در سال ۱۶۱۷ تمامی خانواده او دوباره یهودی شدند و به آمستردام هلند فرار کردند؛ ولیکن بعد از رسیدن به هلند کاستا از یهودیت آنجا منزوی شد. او معتقد بود که یهودیت ربانی بیش از حد به مسائل فیزیکی اهمیت می‌دهد. او در سال ۱۶۲۴ کتابی به نام بررسی سنتهای فریسیان نوشت که در آن تلمود و سنتهای یهودیان فریسی را مورد نقد قرار داد. او به اختلافات بین یهودیت تورات و یهودیت فریسیان اشاره کرد. او معتقد بود که یهودیت فریسی تنها به مادیات اهمیت می‌دهد و از هرگونه مسئله روحی به دور است. کتاب او بسیار بحث‌برانگیز بود و به صورت علنی سوزانده شد. او از جامعه یهودی طرد گردید. او از آمستردام به آلمان فرار کرد ولیکن باز هم یهودیان آلمان از او دوری کردند. در سال ۱۶۳۳ به آمستردام بازگشت و از رفتار خود عذرخواهی کرد. او از این زمان شروع به انتقاد از کتاب مقدس کرد و دین را مورد انتقاد قرار داد. او معتقد شد که خداوند در طبیعت وجود دارد. به دلیل کارهای او، او مجدداً به مدت هفت سال محروم شد. او از تنهایی خسته شد و مجدداً به هلند بازگشت و معذرت‌خواهی کرد. او به ۳۹ شلاق محکوم شد. بعد از مجازات‌های او، او افسرده شد و تصمیم به خودکشی گرفت. او با یک اسلحه خودکشی کرد.